# Laguna (New Mexico)
Laguna is een plaats (census-designated place) in de Amerikaanse staat New Mexico, en valt bestuurlijk gezien onder Cibola County.

## Demografie
Bij de volkstelling in 2000 werd het aantal inwoners vastgesteld op 423.

## Geografie
Volgens het United States Census Bureau beslaat de plaats een oppervlakte van
6,7 km², geheel bestaande uit land. Laguna ligt op ongeveer 1770 m boven zeeniveau.

## Plaatsen in de nabije omgeving
De onderstaande figuur toont nabijgelegen plaatsen in een straal van 12 km rond Laguna.